# The Enforcer (1951)
The Enforcer is een door Bretaigne Windust geregisseerde film noir uit 1951 met Humphrey Bogart in de hoofdrol.

## Verhaal
Humphrey Bogart speelt de rol van Martin Ferguson, een officier van justitie die op het punt staat om Albert Mendoza (Everett Sloane), het hoofd van een bende huurmoordenaars, te berechten. De nacht voor het proces sterft de belangrijkste getuige Joe Rico (Ted de Corsia) echter bij een val uit het raam. Ferguson en detective Captain Nelson (Roy Roberts) nemen het hele vier jaar durende onderzoek onder de loepe om iets te vinden waardoor ze Mendoza toch nog kunnen vervolgen.

## Rolverdeling
| Acteur          | Personage                          |
| --------------- | ---------------------------------- |
| Humphrey Bogart | openbaar aanklager Martin Ferguson |
| Zero Mostel     | "Big Babe" Lazick                  |
| Ted de Corsia   | Joseph Rico                        |
| Everett Sloane  | Albert Mendoza                     |
| Roy Roberts     | Capt. Frank Nelson                 |
| Michael Tolan   | James "Duke" Malloy                |
| King Donovan    | Sgt. Whitlow                       |
| Bob Steele      | Herman                             |
| Adelaide Klein  | Olga Kirshen                       |
| Don Beddoe      | Thomas O'Hara                      |
| Tito Vuolo      | Tony Vetto                         |
| John Kellogg    | Vince                              |
| Jack Lambert    | Tom "Philadelphia" Zaca            |